# Marianela Balbi Ochoa
Marianela Balbi Ochoa ist eine venezolanische Journalistin und Menschenrechtlerin.

## Leben
Balbi ist die Leiterin des Instituto Prensa y Sociedad (IPYS) in Venezuela. IPYS registriert Verstöße gegen die Meinungsfreiheit und führt zur Erforschung des Ausmaßes von Zensur und Selbstzensur jährlich eine Umfrage unter Journalisten durch. Sie lebt und arbeitet in Caracas, wo sie sich aktiv für die Rechte marginalisierter Gruppen einsetzt.

## Wirken
Balbi machte sich durch ihr Engagement für die Pressefreiheit und die Menschenrechte einen Namen. Als Leiterin des IPYS setzt sie sich für die Unabhängigkeit der Medien ein und kämpft gegen die Zensur durch staatliche Stellen. Im Jahr 2022 wurde bekannt, dass unter ihrer Beobachtung die Schließung von etwa 100 kleinen lokalen Radiostationen durch die Regierung dokumentiert wurde, welche wichtige Informationsquellen für die Landbevölkerung darstellten. Durch ihre Engagement hat sie auch international auf die Notwendigkeit der Achtung der Nationalversammlung, die Freilassung politischer Gefangener und die Durchführung von Wahlen hingewiesen. Ihre Meinungen und Einsichten sind in der Berichterstattung über die politischen Zustände Venezuelas unter der Führung von Nicolás Maduro gefragt.
Balbi ist auch als Autorin tätig und hat Werke wie El rapto de la odalisca und Soy Bárbara, soy especial veröffentlicht. Ihre Arbeiten reflektieren oft die politischen und sozialen Herausforderungen in Venezuela.

## Auszeichnungen
Für ihre Arbeit wurde sie am 10. Dezember 2023 mit dem Deutsch-Französischen Preis für Menschenrechte und Rechtsstaatlichkeit ausgezeichnet.